# Centrale nucléaire de Lubiatowo-Kopalino
La centrale nucléaire de Lubiatowo-Kopalino est une centrale nucléaire en projet dans le nord de la Pologne au bord de la mer Baltique, près des villages de Lubiatowo et de Kopalino (sur la commune de Choczewo), au sein du Voïvodie de Poméranie.
Il est envisagé la construction de trois réacteurs AP1000 pour une puissance installée totale de 3 750 MWe, soit 1 250 MWe par réacteur.
Cette centrale se situerai à une quinzaine de kilomètres de l'ancienne centrale nucléaire de Żarnowiec, projet de centrale nucléaire soviétique comprenant quatre VVER-440/V213, et dont le chantier fût abandonné en 1989.

## Historique

### Histoire du projet
La Pologne souhaite décarbonner son mix électrique (encore dépendant à plus de 70% du charbon en 2022) avec le développement d'un programme nucléaire civil de production d'électricité, en parallèle des énergies renouvelables,. L'investisseur et maitre d'ouvrage est depuis 2021 l'entreprise publique Polskie Elektrownie Jądrowe (PEJ), anciennement nommée PGE EJ1. Elle appartient à 100% au trésor public polonais.
Le gouvernement annonce en septembre 2021 viser la construction de 6 à 9 GW de capacité nucléaire d’ici à 2043, avec des réacteurs d'une puissance allant de 1 à 1,6 GW répartis sur trois centrales. 
Malgré l'absence d'appel d'offre, le français EDF fait une proposition pour la construction de quatre à six EPR en octobre 2021, et le sud-coréen KHNP pour la construction de six APR-1400 en avril 2022 . Après l'invasion de l'Ukraine par la Russie en février 2022, la Pologne qui est un membre de l'OTAN souhaite se rapprocher politiquement et économiquement des États-Unis. Ainsi, le gouvernement polonais sélectionne en octobre 2022 le réacteur AP1000 américain développé par Westinghouse pour sa première centrale nucléaire à Lubiatowo-Kopalino,. 

### Développement
Le Ministère du Climat et de l'Environnement polonais approuve en juillet 2023 le site de Lubiatowo-Kopalino pour la construction de la première centrale nucléaire du pays. L'objectif est un début de construction du premier réacteur en 2026 pour une première connexion au réseau électrique en 2033 (soit un délai de construction de 8 ans). Les réacteurs suivants seraient mis en chantier avec un intervalle de 2 à 3 ans,.
PEJ signe en mai 2023 un accord de coopération avec les entreprises américaines Westinghouse et Bechtel pour la construction des trois réacteurs : Westinghouse sera le principal responsable du design des réacteurs, tandis que Bechtel sera responsable de leur construction.

### Coût et financement
Le coût de développement et de construction des trois réacteurs AP1000 est estimé en 2024 à 45 milliards d'euros. 
Trois mécanismes d'aide sont évoqués pour soutenir économiquement le projet : l'apport de 14 milliards d'euros de capital, une garantie publique sur les 70% de dette restante contractée par PEJ, et la mise en place de contrat de différence (ou CfD pour contract for difference) garantissant le prix de vente de l'électricité produite. En décembre de la même année, la Commission européenne lance un enquête sur ce dispositif afin de s'assurer qu'il ne déroge pas aux règles de concurrence de l'Union européenne.
Plusieurs compagnies signent en novembre et décembre 2024 des lettres d'intention pour participer au financement de cette centrale : l'US International Development Finance Corporation (prêt de 4 milliards de złoty, soit 980 millions de dollars), Bpifrance Assurance Export et la banque publique de développement française Sfil (prêts de 15 milliards de złoty, soit 3,5 milliards d'euros), ainsi que l'Export Development Canada (prêt de 2,02 milliards de dollars canadiens),.

## Caractéristique des réacteurs
Le choix technologique est celui de réacteurs à eau pressurisée (REP) de modèle AP1000, un réacteur de génération III+ développé par l'entreprise américaine Westinghouse. La puissance thermique de la chaudière est de 3 400 MWth, la puissance électrique brute (en sortie d'alternateur) est de 1 250 MWe et la puissance électrique nette (disponible sur le réseau) est d'environ 1 150 MWe.
| Unité | Statut    | Puissance   | Puissance   | Puissance        | Début de construction | Première divergence | Raccordement au réseau | Mise en service commercial |
| Unité | Statut    | Nette [MWe] | Brute [MWe] | Thermique [MWth] | Début de construction | Première divergence | Raccordement au réseau | Mise en service commercial |
| ----- | --------- | ----------- | ----------- | ---------------- | --------------------- | ------------------- | ---------------------- | -------------------------- |
| 1     | En projet | ~1 150      | ~1 250      | ~3 400           | 2026                  |                     | 2033                   |                            |
| 2     | En projet | ~1 150      | ~1 250      | ~3 400           |                       |                     |                        |                            |
| 3     | En projet | ~1 150      | ~1 250      | ~3 400           |                       |                     |                        |                            |